# Balassa Pál (evangélikus lelkész)
Balassa Pál (Sárszentlőrinc, 1812. október 15. – Orosháza, 1858. június 1.) evangélikus lelkész, helytörténész.

## Élete
Apja, Balassa János a Tolna vármegyei Sárszentlőrinc lelkésze,  édesanyja Kulcsár Teréz volt. 1838-ban választotta az orosházi egyház Paksról Mikolay István mellé lelkésznek. Egy év múlva feleségül vette Nagy Rózát, de házasságukból gyermek nem született.
Egyik alapítója volt az Orosházi Kaszinónak, és az 1840-ben létrehozott ötödik orosházi iskolának.
A szabadságharc alatt „politikai vétségű” beszédeket tartott, ezért feljelentették a szolgabírónál, kiegészítve azzal, hogy boros fejjel prédikál. 1850. január 11-én megfosztották papi hivatalától. Ezután földjén gazdálkodott, halálát „nehézkór” okozta.

## Munkái
A Pesti Hírlapba (1841),
A Regélő Pesti Divatlapba (1842)
és a Protestáns Egyházi és Iskolai Lapokba írt cikkeket.
Munkája: Orosháza múltja és jelenének rövid vázlata. Arad, 1844. (3.000 példány)

## Emlékezete
- 1937-től utca őrzi nevét Orosházán.